# باولا د. ماكلاين
باولا د. ماكلاين (بالإنجليزية: Paula D. McClain)‏ هي عالمة سياسة أمريكية، ولدت في 1950.